# Haley Skarupa
Haley Skarupa (* 3. Januar 1994 in Washington, D.C.) ist eine ehemalige US-amerikanische Eishockeyspielerin, die im Verlauf ihrer aktiven Karriere zwischen 2012 und 2019 unter anderem für die  Connecticut Whale und Boston Pride aus der National Women’s Hockey League (NWHL) auf der Position des Stürmers gespielt hat. Skarupa gehörte zwischen 2010 und 2018 der Frauen-Eishockeynationalmannschaft der Vereinigten Staaten an und ist mehrfache Weltmeisterin sowie Olympiasiegerin.

## Karriere
Skarupa wurde in der Hauptstadt Washington, D.C. geboren, wuchs allerdings in Rockville im Bundesstaat Maryland auf. Dort besuchte sie bis zum Sommer 2012 die Thomas S. Wootton High School und spielte parallel dazu für die Washington Pride. In diesem Zeitraum nahm die Stürmerin mit der US-Auswahl in den Jahren 2010, 2011 und 2012 an der U18-Frauen-Weltmeisterschaft teil. Dort konnte sie zwei Silbermedaillen sowie im Jahr 2011 den Weltmeistertitel dieser Altersklasse gewinnen. Im Jahr 2012 war sie beste Torschützin und Topscorerin des Turniers. Bereits zu diesem Zeitpunkt hatte Skarupa im Rahmen des 4 Nations Cup 2010 als 16-Jährige für die Frauen-Eishockeynationalmannschaft der Vereinigten Staaten debütiert.
Zum Schuljahr 2012/13 wechselte die Angreiferin an Boston College, an dem sie im Jahr 2016 ihren Abschluss machte. Parallel zu ihrem Studium lief sie für das Universitätsteam in der Hockey East, einer Division im Spielbetrieb der National Collegiate Athletic Association auf. Im Nationalteam hatte sich Skarupa währenddessen etabliert und mit den US-Girls in den Jahren 2015 und 2016 jeweils den Weltmeistertitel gewonnen. Im Sommer 2016 zog es die Offensivspielerin schließlich in den Profibereich, nachdem sie von den Connecticut Whale aus der National Women’s Hockey League verpflichtet worden war. Diesen hatten sie in einem Transfergeschäft von den New York Riveters erhalten, von denen sie im NWHL Draft 2015 an fünfter Gesamtstelle ausgewählt worden war. Bei den Whale verbrachte sie die Spielzeit 2016/17, ehe sie Weltmeisterschaft 2017 ihren dritten Weltmeistertitel folgen ließ.
Nach der Weltmeisterschaft begann Skarupa sich mit dem US-amerikanischen Eishockeyverband USA Hockey auf die Olympischen Winterspiele 2018 in Pyeongchang vorzubereiten. Als sie ihre Chancen auf eine Nominierung allerdings als sehr gering ansah, kehrte sie in die NWHL zurück. Dort schloss sie sich den Boston Pride an, wurde aber alsbald wieder von USA Hockey ins Trainingslager eingeladen und gehörte letztlich zum US-amerikanischen Olympiaaufgebot, das die Goldmedaille gewann. Anschließend kehrte sie in den Kader der Pride zurück. Zur Saison 2019/20 schloss sie sich dem Boykott der NWHL an und trat der Professional Women’s Hockey Players Association bei.
Seit September 2019 gehört sie der Organisation der Washington Capitals als Hockey Ambassodor an und kümmert sich um die Nachwuchsgewinnung.

## Erfolge und Auszeichnungen
- 2017 Teilnahme am NWHL All-Star Game

### International
| - 2010 Silbermedaille bei der U18-Frauen-Weltmeisterschaft - 2011 Goldmedaille bei der U18-Frauen-Weltmeisterschaft - 2012 Silbermedaille bei der U18-Frauen-Weltmeisterschaft - 2012 Topscorerin der U18-Frauen-Weltmeisterschaft - 2012 Beste Torschützin der U18-Frauen-Weltmeisterschaft | - 2015 Goldmedaille bei der Weltmeisterschaft - 2016 Goldmedaille bei der Weltmeisterschaft - 2017 Goldmedaille bei der Weltmeisterschaft - 2018 Goldmedaille bei den Olympischen Winterspielen |

## Karrierestatistik

### International
Vertrat die USA bei:
| - U18-Frauen-Weltmeisterschaft 2010 - U18-Frauen-Weltmeisterschaft 2011 - U18-Frauen-Weltmeisterschaft 2012 - Weltmeisterschaft 2015 | - Weltmeisterschaft 2016 - Weltmeisterschaft 2017 - Olympischen Winterspielen 2018 |

(Legende zur Spielerstatistik: Sp oder GP = absolvierte Spiele; T oder G = erzielte Tore; V oder A = erzielte Assists; Pkt oder Pts = erzielte Scorerpunkte; SM oder PIM = erhaltene Strafminuten; +/− = Plus/Minus-Bilanz; PP = erzielte Überzahltore; SH = erzielte Unterzahltore; GW = erzielte Siegtore; 1 Play-downs/Relegation; Kursiv: Statistik nicht vollständig)